# Flex (empresa)
A Flex Ltd. é uma empresa multinacional que presta serviços no setor de manufatura de produtos eletrônicos. A Flextronics foi fundada em 1969 e sua sede administrativa está localizada em San José.